# Houlkær Sogn
Houlkær Sogn er et sogn i Viborg Domprovsti (Viborg Stift). Sognet ligger i Viborg Kommune. I Houlkær Sogn ligger Houlkær Kirke.
I Houlkær Sogn findes flg. autoriserede stednavne:
- Houlkær (bebyggelse)
- Nørrehede (bebyggelse)

Houlkær Sogn blev udskilt af Asmild Sogn 12. april 1992.